# Dendrolobium cumingianum
Dendrolobium cumingianum är en ärtväxtart som beskrevs av George Bentham. Dendrolobium cumingianum ingår i släktet Dendrolobium och familjen ärtväxter. Inga underarter finns listade i Catalogue of Life.